# Grand contournement de Paris
Le grand contournement de Paris est un ensemble d'axes routiers et autoroutiers qui permettent d'éviter Paris à une distance variant entre 80 km et 200 km. Cet ensemble autoroutier a vocation à être la rocade la plus éloignée de l'agglomération parisienne dans le dispositif de rocades qui comprend aussi le boulevard périphérique, l'A86 et la Francilienne (A104/N104). Le bouclage autoroutier total était prévu en 2006 avec le lancement d'un débat public sur le tronçon Troyes-Auxerre-Bourges. Mais en mai 2008, le ministre Jean-Louis Borloo décide de différer ce débat à la suite des réflexions du Grenelle de l'environnement.

## Itinéraire de Rouen à Troyes au Nord de Paris

Le grand contournement de Paris comparé à la Francilienne (en vert), à l'A86 (en bleu) et au Périphérique (en orange).

Il existe dans ce cas-là deux itinéraires :

### Premier itinéraire nord
- N31 (Rouen - Beauvais - Reims)
- A26 (Reims - Troyes)

### Deuxième itinéraire nord
- A28 (Rouen - Neufchâtel-en-Bray)
- A29 (Neufchâtel-en-Bray - Amiens - Saint-Quentin)
- A26 (Saint-Quentin - Reims - Troyes)

## Itinéraires de Troyes à Rouen au Sud de Paris
Ici aussi deux itinéraires sont envisageables :

### Premier itinéraire sud
- A5 (Troyes - Sens)
- A19 (Sens - Artenay)
- N154 (Artenay - Chartres - Dreux - Évreux, puis A154 - Val-de-Reuil)
  - A l'avenir, cet axe sera transformé en autoroute
- A13 (Val-de-Reuil - Rouen)

### Deuxième itinéraire sud
- N77 (Troyes - Auxerre)
- N151 (Auxerre - Bourges)
- A71 (Bourges - Vierzon)
- A85 (Vierzon - Saint-Aignan - Tours)
- A28 (Tours - Le Mans - Alençon - Rouen)